# Quercus rotundifolia
Quercus rotundifolia — вид рослин з родини букових (Fagaceae), поширений у північно-західній Європі й Північній Африці. Раніше цей вид розглядали у межах Quercus ilex.

## Опис
Дерево 10 метрів заввишки. Кора й гілочки як у Quercus ilex. Листки 15–40 мм, округлі на молодих деревах, стаючи овальними і тупими; поля іноді запушені та зубчасті (завжди зубчасті, коли молоді); верх попелясто-зелений або сірувато-зелений, злегка запушений; низ запушений і біліший, ніж у ilex; ніжка 3–12 мм. Жолуді більші, ніж у ilex, солодкі, верхівка від округлої до загостреної.

## Середовище проживання
Поширений у північно-західній Європі (Португалія, Іспанія, Франція) й Північній Африці (Марокко, Алжир, Туніс, Лівія); інтродукований на Мадейру та Канарські острови; населяє лісові й напівсаванні екосистеми; росте на висотах від 0 до 1900 метрів.

## Використання й загрози
З деревини традиційно роблять деревне вугілля. Плоди можуть споживати тварини та люди. Кора багата на танінові компоненти для традиційних лікарських цілей.
Цьому виду загрожує руйнування середовища проживання, щоб звільнити місце для сільського господарства та висадити виноградники, плантації сосни чи евкаліпта. Грибок Phytophthora cinnamomi стає все більш небезпечним через збільшення частоти та тривалості посухи, пов'язаних зі зміною клімату. Посилення пожежі також є загрозою.

## Галерея

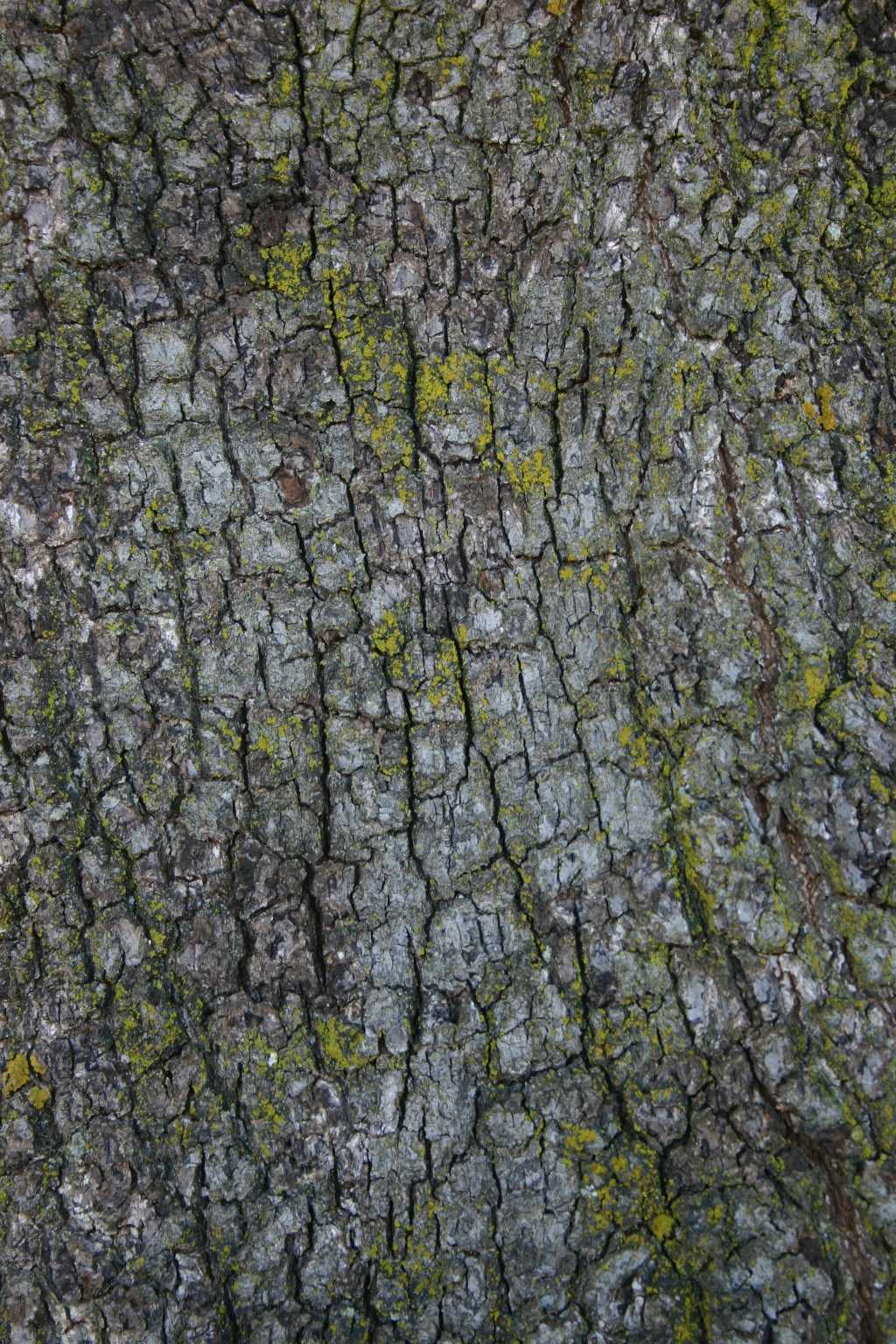
кора
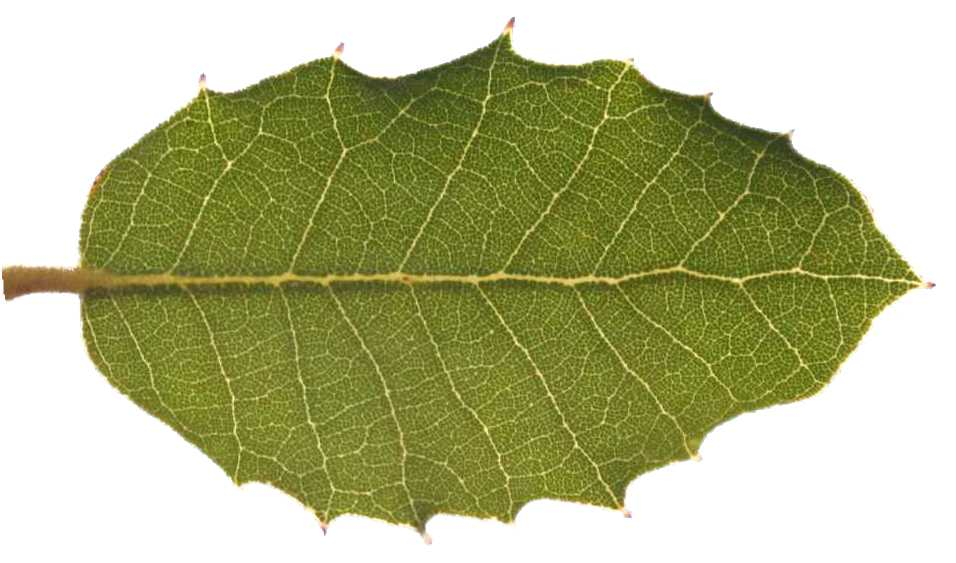
листок
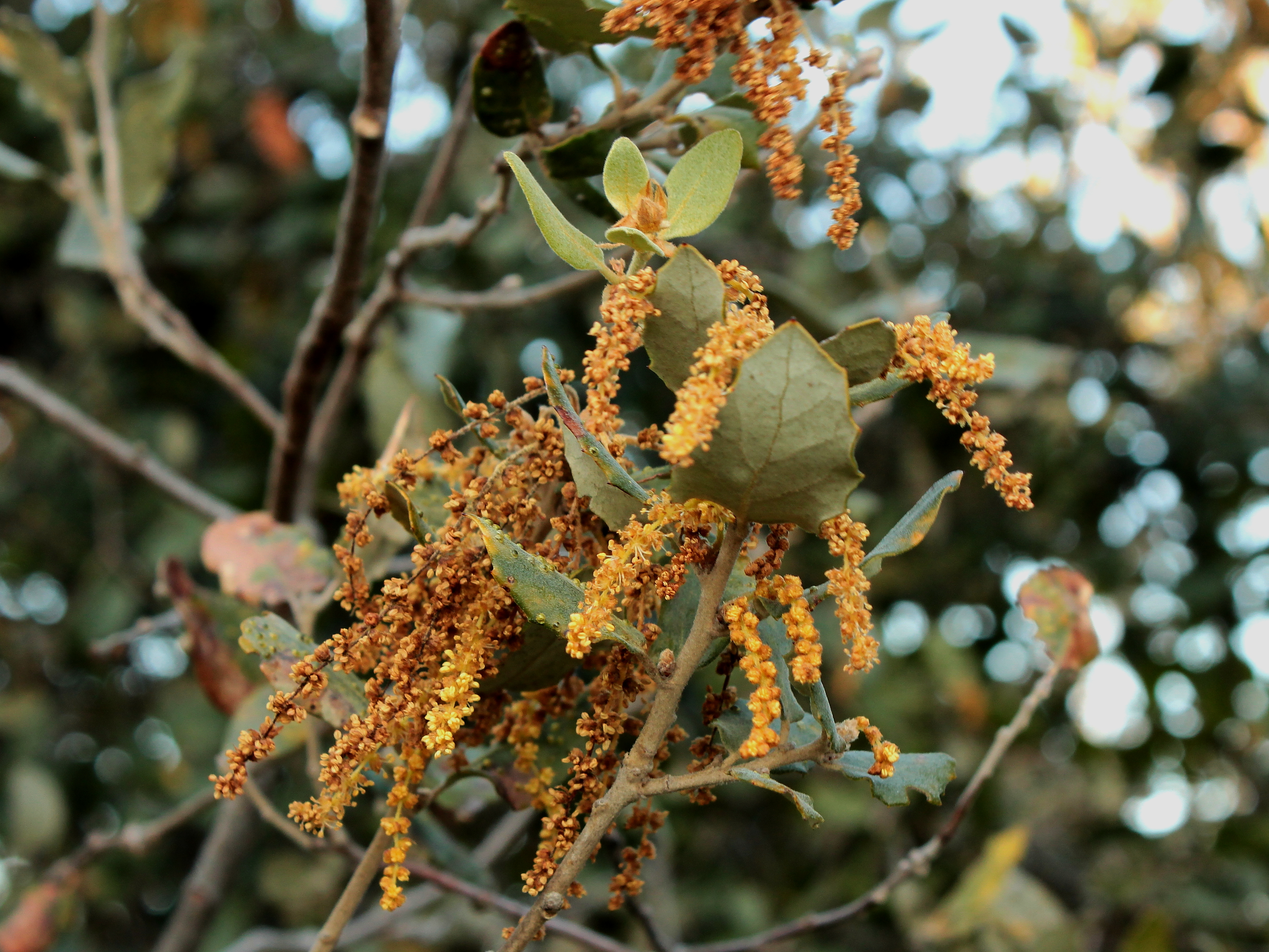
суцвіття
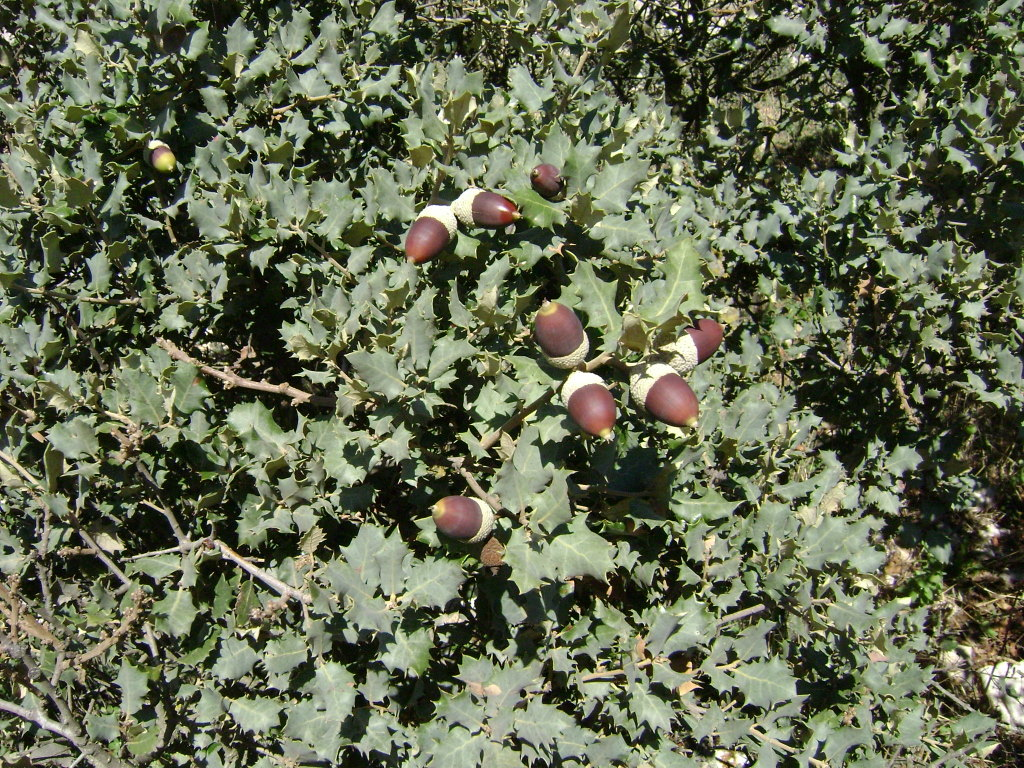
жолуді